# 天津电车电灯
天津电车电灯股份有限公司（法語：Compagnie de Tramways & D'eclairage de Tientsin，简称：天津电车电灯公司又称“比商天津电车电灯公司”），是1904年4月26日由比利时世昌洋行获准在天津投资经营的最早运营的公共交通公司。该公司总部设在比利时，天津办事处设在当时的天津意租界三马路（今河北区进步道29号）。该公司投资兴建了天津第一条有轨电车路线也是中国第一条公交线路。

## 历史

### 背景
历史上，天津基本使用马车、轿子、人力车等作为交通工具。天津开埠后，租界也由此逐步扩大，人口急剧上升，随之而来的便是日益严重的公共交通问题。

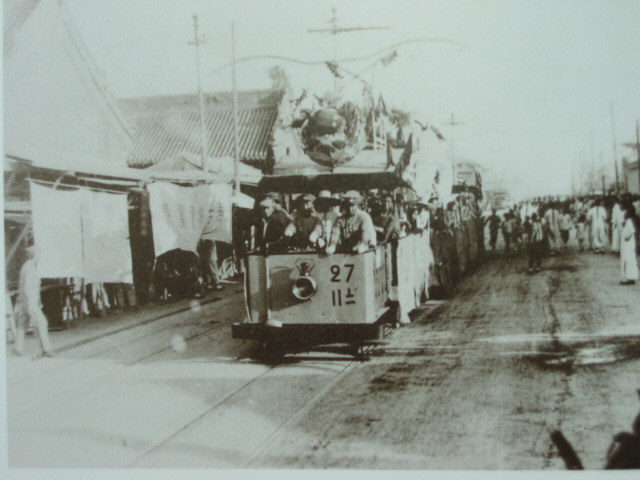
1906年开通运营的天津“白牌”电车

### 筹划
1900年8月，八国联军在天津成立的“天津都统衙门”接连收到了欧洲人和日本人的申请，他们请求在老城区和租界之间铺设电车轨道。日本领事要求天津都统衙门将免税权单独授予日本公司，并声称日本一家公司已经获得中国政府经营权的许可。1901年11月，当时天津海关税务司德璀琳联合在天津的外国人，发起组织了“电车电灯公司董事会”，具体事宜由比商世昌洋行的海礼承办。1904年4月26日，比利时世昌洋行获准开始在天津投资经营有轨电车，成立了天津电车电灯股份有限公司。中国与比利时双方代表在天津签订了《天津电车电灯公司合同》。中国方面的代表有：天津海关道唐绍仪、候补道蔡绍基、天津道王仁宝、天津府凌福彭；比利时方面的代表是：比利时领事嘎德斯、比利时工程师沙特、世昌洋行海礼。合同规定，在中国政府管辖区内，以天津老城的鼓楼为中心，方圆3公里内的电车、电灯事业，由比公司专权承办，公司注册资本25万英镑，是当时天津外商投资中最大的企业。为期50年。合同签订后，经直隶总督兼北洋大臣袁世凯批准生效，经营机构取名为“比商天津电车电灯公司”，总公司在比利时，公司总部大楼设在当时的天津意租界三马路（今河北区进步道29号），1937年，该建筑改为华北电力公司天津分公司，1945年，改为南京国民政府冀北电力有限公司天津分公司，1949年，中华人民共和国成立后，由天津市人民政府电力部门使用。2008年，该建筑辟建为天津电力科技博物馆。

### 建设
1905年，电车轨道铺设工程开工。比利时财团先是在望海楼后金家窑村购地一段，为修建发电厂用，后又在东浮桥东口沿河马路处购置楼房一处为设办事处之用，在。在天津老城西南角(今南开区五马路一带)南开中学北侧购地基一处以修建停车库及修理厂建成电车公司车库。 当时，南开区服装街西段南侧有一条“电前胡同”，“电前”即为“电车公司前”，该胡同临近收、发并维修电车的场地，因此得名。

## 运营

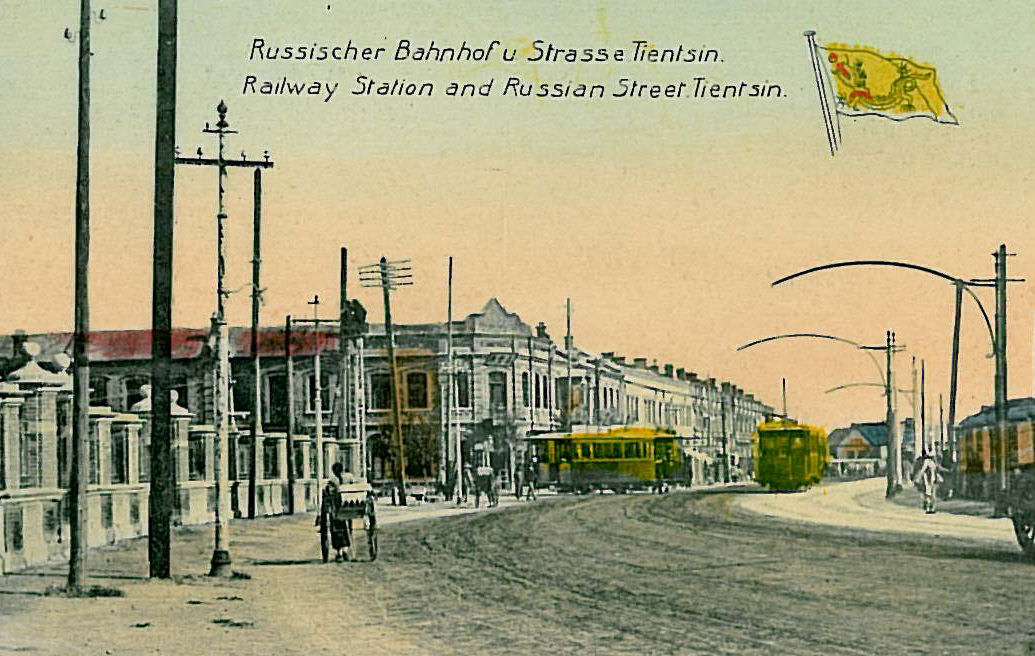
印有天津有轨电车的明信片

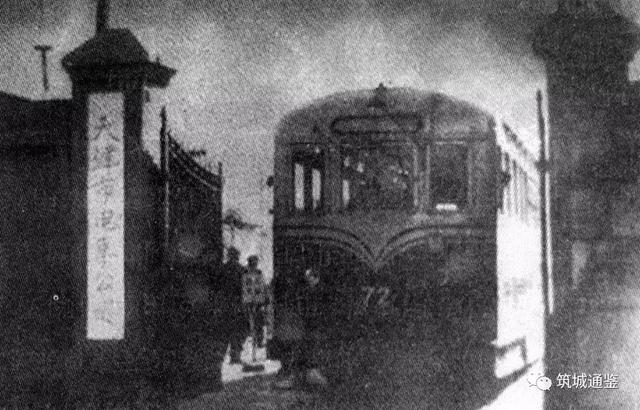
天津市电车公司

1906年6月2日，围城路线线网工程完工，天津第一条有轨电车路线也是中国第一条公交线路——单轨“白牌”电车正式开通运行。 其线路从北大关起，分别驶向东、西两面，沿天津老城马路环行，俗称“白牌”。上海收藏家胡幼文近日向天津市提供了珍藏多年的两张“1907年有轨电车票”。车票上印有20处站点：北门、商会、考工厂、北海楼、东北角、崇仁宫、东门、马棚胡同、东南角、广益大街、荣业大街、县衙门、南门、南门里、西南角、西门、西门北、西北角、福建会馆、县公署等站。“白牌”线路长5.16公里。刚开始运行时是单行轨道，1907年建成双行轨道。
之后，天津电车电灯公司陆续开辟“红牌”、“黄牌”、“蓝牌”三种电车线路，线路起点均为北大关。其中，“红牌”经北马路、东北角、沿河马路，过金汤桥(东浮桥)，经建国路至天津火车站。“黄牌”经北马路、东北角、东马路、东南角、中原公司、四面钟、劝业场，至天津海关(今赤峰道与大沽北路交口)。“蓝牌”前段与“黄牌”共线运行，至劝业场后拐向滨江道，过万国桥(今解放桥)至天津火车站。1921年，天津有轨电车增设“绿牌”，从当时天津法租界老西开(今国际商场一带)沿滨江道，过万国桥至天津火车站。直至1921年，天津共有5条电车路线修成通车，原有计划将电车道从老城区北门外继续向北铺筑，一直铺到西沽，后由于地方的反对而未成。河北新区建成后，将电车修至河北新车站的计划也因为沿途商人的极力反对而没有实现。。

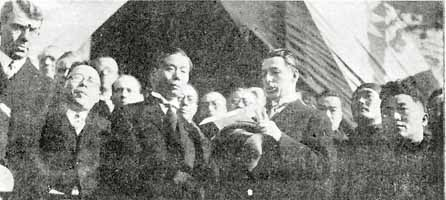
1931年，南京国民政府天津市政府收回天津比租界

1927年1月17日，比利时驻华公使洛恩宣布，比利时愿意将天津比租界交还中国，并于1929年8月31日签订了交还天津比租界的约章，规定该租界的行政管理权，以及所有租界公产，移交中国政府。同时，比利时财团在天津电车业全也全部收回。1927年底，天津有轨电车增设“花牌”，由东北角至天津海关。至此，天津有轨电车六条线路全长21.63公里，共有电车55辆，运行区域覆盖了天津华界、天津奥租界、天津意租界、天津日租界、天津法租界以及部分天津俄租界。1946年，国民政府利用拆除海大道(大沽北路)至天津海关、天津站的一段电车线路，修建了金钢桥经元纬路、日纬路至天津北站的单轨线路，于1947年3月开始通车，定名为紫牌。当年又因为金汤桥年久失修，红牌电车分两段运行，北大关至金汤桥段，金汤桥至天津站段。当时，天津的电车线路增至了八条。
天津的有轨电车在开始的运营阶段生意惨淡。原因是当时的华人对电不甚了解，担心乘坐电车会触电而亡，因此，没人敢去尝试这个新鲜事物。之后，天津电车电灯股份有限公司采取了免费试乘、降低票价等手段吸引乘客，并在电车的头等车厢特加设绒垫座位，还配备地毯、痰盂、电扇等公共设施。此后，一些天津市民试乘后，发现有轨电车不但安全、便利，而且比乘马车和轿子出行更加舒适。此后，随着客流量增多，有轨电车的生意日渐火爆。公司便取消了车厢等级，票价也开始上涨。到1912年，该公司就收回了之前的全部投资。1916年到1928年期间，天津电车电灯股份有限公司从公交线路上赚取了2500万银元的利润，并且公司每周都要把高额利润汇往比利时首都布鲁塞尔。

### 运营线路

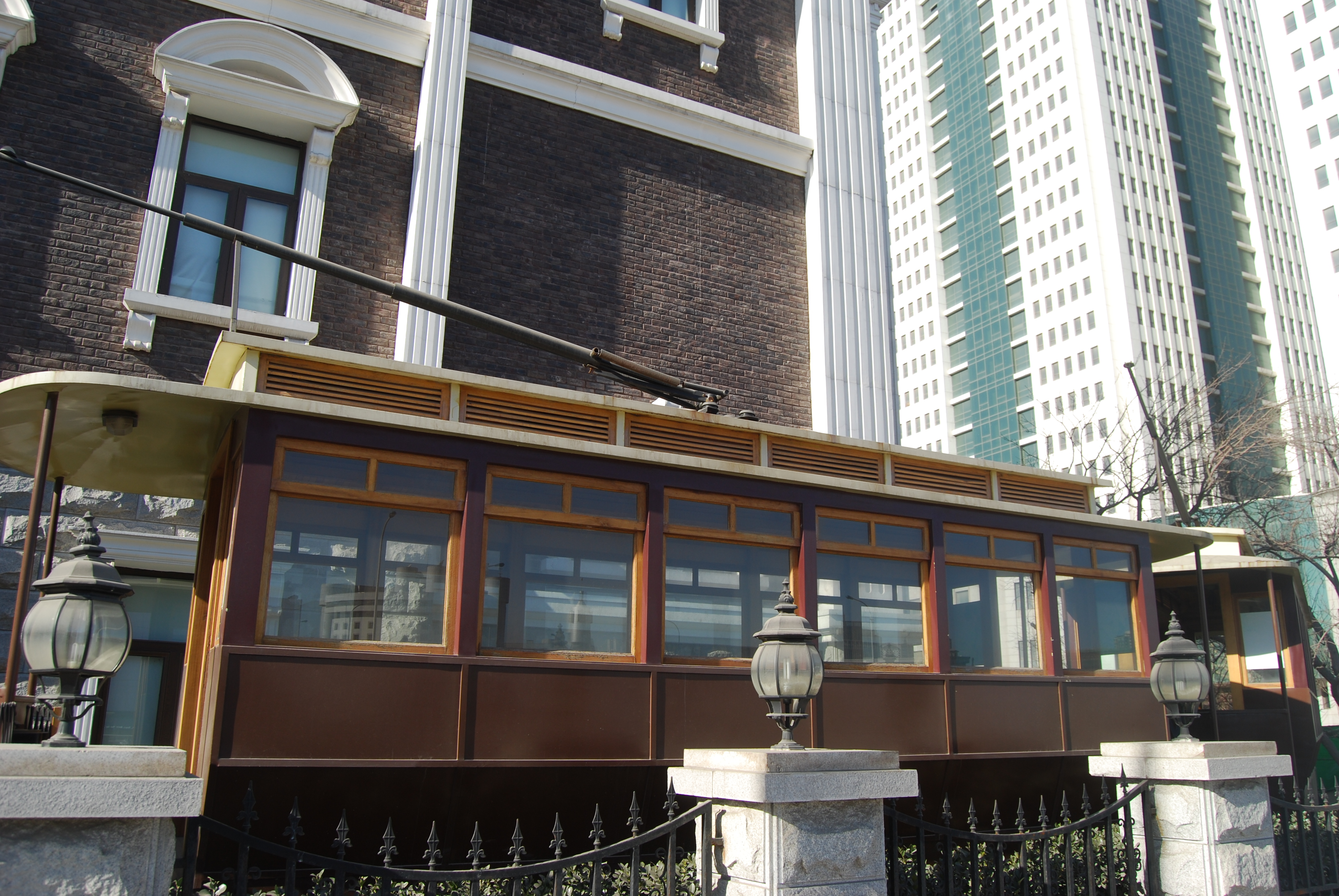
天津电力科技博物馆外的电车模型

- 白牌有轨电车环城运行，设北大关、北门、商会、考工厂、北海楼、东北角、崇仁宫、东门、马棚胡同、东南角、广益大街、荣业大街、县衙门、南门、南门里、西南角、西门、西门北、西北角、福建会馆、县公署等站。
- 红牌有轨电车自北大关起经北马路、东北角、东浮桥(今金汤桥)经大马路(建国道，属于天津奥租界和天津意租界)到达天津火车站。
- 黄牌有轨电车自北大关起经北马路、东马路、东南角、劝业场到达海关(今赤峰道大沽路口)。经过天津日租界和天津法租界。
- 蓝牌有轨电车自北大关起经北马路、东马路、东南角、劝业场、万国桥(今解放桥)到达天津火车站。中间穿过天津日租界和天津法租界。
- 绿牌有轨电车自老西开(今国际商场附近)，沿今滨江道、万国桥到达天津火车站。基本位于天津法租界内。
- 花牌有轨电车自东北角到天津海关。经过天津日租界和天津法租界。
- 紫牌有轨电车自金钢桥到天津北站。

### 事故

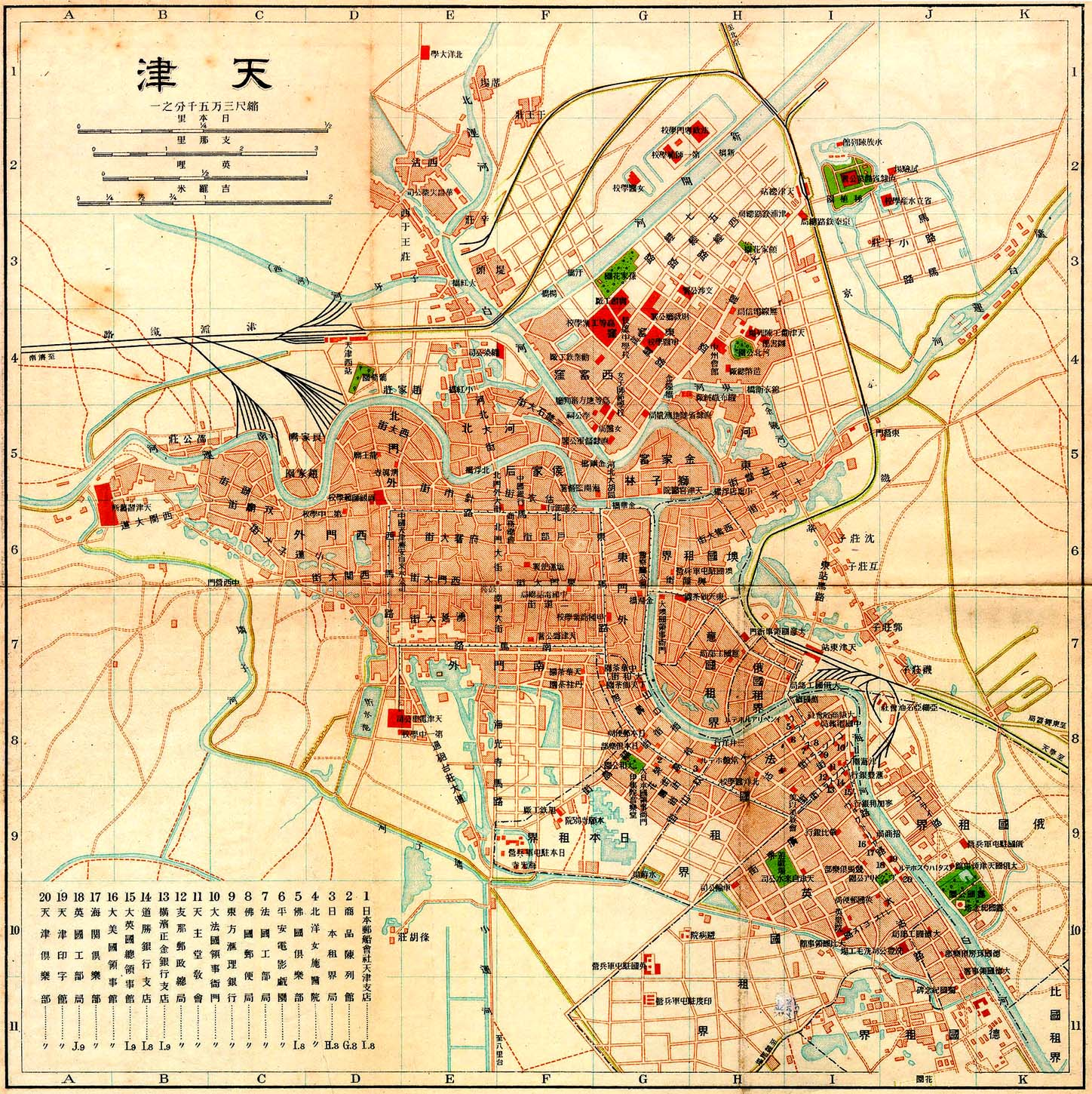
1913年的天津地图上已出现天津电车公司和其下白牌、红牌、黄牌和蓝牌线路的图示（点击后图片放大）

由于有轨电车的出现，天津的交通事故逐渐增多。天津电车电灯股份有限公司专门雇用了一批地痞流氓来了结电车轧死、撞伤路人的案件，并强迫受害者家属接受少得可怜的抚恤金。此外，公司还雇用了一些外籍游民充当电车稽查员查票。1919年11月28日，稽查员布斯拉在有轨电车上欺辱亚裔乘客，并与华人警察蓝佩铭发生争执，最后布斯拉枪杀害了蓝佩铭。此后，数千名天津华人市民走上街头抗议电车电灯股份有限公司的野蛮行径，还要求严惩凶手，但天津法租界政府以领事裁判权为由拒绝交出布斯拉，并把他保护在法国领事馆内，后将其转移到法国兵营。于是，天津华人市民掀起了拒乘电车运动，使公司陷入停运状态。但当时的北洋政府并不想激怒洋人，最终事件的结果为天津电车电灯股份有限公司赔偿家属、布斯拉逃出中国。

## 收回
1941年，日本人用武力强行攫取了天津电车电灯股份有限公司的产业。1943年，日本占领军又接收了“天津电车电灯公司”，改称“军管理天津电车电灯公司”。1944年，电车与电灯分开经营，成立了“天津电车公司”，同年并入“天津交通股份有限公司”统称“天津交通公司”。1945年，日本投降后，中华民国国民政府天津市政府公用局接收了“天津交通公司”，改称为“天津市政府公用局电汽车临时管理处”，此间比利时商人曾以与清政府所订合同期限未满为由，要求收回电车继续经营。由于电车职工发动了抗交运动，此事才算作罢。1948年1月，电、汽车分开经营，分别成立“天津市电车管理处”和“天津市汽车管理处”。1949年1月15日，天津解放。1月16日，天津市军管会接管部公用局接管组委托军代表陈宝诚接管了“天津市公用局电车临时管理处”。改为“天津市人民政府公用局电车管理处”。同时成立了“天津市人民政府公用局公共汽车管理处”。1月17日，“白牌”围城电车首先恢复运营。10天后各条有轨电车线路相继通车运营。1949年9月17日，“公用局电车管理处”更名为“天津市电车公司”。1950年2月1日，“公用局公共汽车管理处”更名为“天津市公共汽车公司”。1964年至1973年间，天津有轨电车线路轨道全部拆除。

## 建筑
原比商天津电灯电车公司大楼建于1904年，为三层混合结构楼房，带地下室，外立面为清水砖墙，局部装饰有混水抹灰。建行一层和二层均设双柱支撑的外廊，三层设有露台。建筑外檐窗为长方形，窗楣有三角形和半圆形两种形式。墙身装饰有纹饰。建筑顶部为多坡屋顶，筒瓦屋面。建筑内部金库门至今保存完好。该建筑目前为一般保护等级历史风貌建筑和天津市文物保护单位。

## 影响和文化
20世纪30年代，“坐电车逛劝业场”成为当时天津流行的都市生活时尚。此外，天津还有几条歇后语与有轨电车有关：因当时黄牌、绿牌、蓝牌等线路都经过天津租界，惟独白牌围绕天津老城环行，因此出现歇后语：“绕城转——白牌”和“白牌电车进租界——岔道”；由于有轨电车售票员在开车的时候吹一下小喇叭作为开车信号。当时，一些老年人动作慢怕车开动，所以他们在上车时往往大声嘱咐售票员：“先别吹，先别吹！”，因此出现歇后语：“老太太上电车——先别吹”。